# Joaquim Manuel de Macedo
Joaquim Manuel de Macedo (Itaboraí, 24 de junho de 1820 — Itaboraí, 11 de abril de 1882) foi um médico, jornalista, escritor, professor, romancista, poeta, literato, teatrólogo, memorialista e político brasileiro.
É o patrono da cadeira 20 da Academia Brasileira de Letras.

## Biografia
Joaquim Manuel de Macedo nasceu em Itaboraí em 1820. Em 1844 formou-se em Medicina no Rio de Janeiro e, no mesmo ano, estreou na literatura com a publicação daquele que viria a ser seu romance mais conhecido, A Moreninha, que lhe deu fama e fortuna imediata.
Além de médico, Macedo foi jornalista, professor de Geografia e História do Brasil no Colégio Pedro II, e sócio fundador, secretário e orador do Instituto Histórico e Geográfico Brasileiro, desde 1845. Em 1849 fundou, juntamente com Gonçalves Dias e Manuel de Araújo Porto-Alegre, a revista Guanabara, que publicou grande parte do seu poema-romance A nebulosa — considerado por críticos como um dos melhores do Romantismo. Foi membro do Conselho Diretor da Instrução Pública da Corte (1866).
Joaquim Manuel de Macedo abandonou a medicina e criou uma forte ligação com Dom Pedro II e com a Família Imperial Brasileira, chegando a ser preceptor e professor dos filhos da Princesa Isabel. Era amigo íntimo e confidente de uma celebridade da Corte, Manuel José de Araújo Porto-Alegre, Cônsul do Brasil na Alemanha, de quem recebeu uma longa e histórica correspondência pela qual o remetente se declara um espírita convicto e apaixonado pelo credo que na metade do século XIX fora codificado por Allan Kardec, na França.
Macedo também atuou decisivamente na política, tendo militado no Partido Liberal, servindo-o com lealdade e firmeza de princípios, como o provam seus discursos parlamentares, conforme relatos da época. Durante a sua militância política foi deputado provincial (1850, 1853, 1854-1859) e deputado geral (1864-1868 e 1873-1881). Nos últimos anos de vida padeceu de problemas mentais, morrendo pouco antes de completar 62 anos.

## Obra

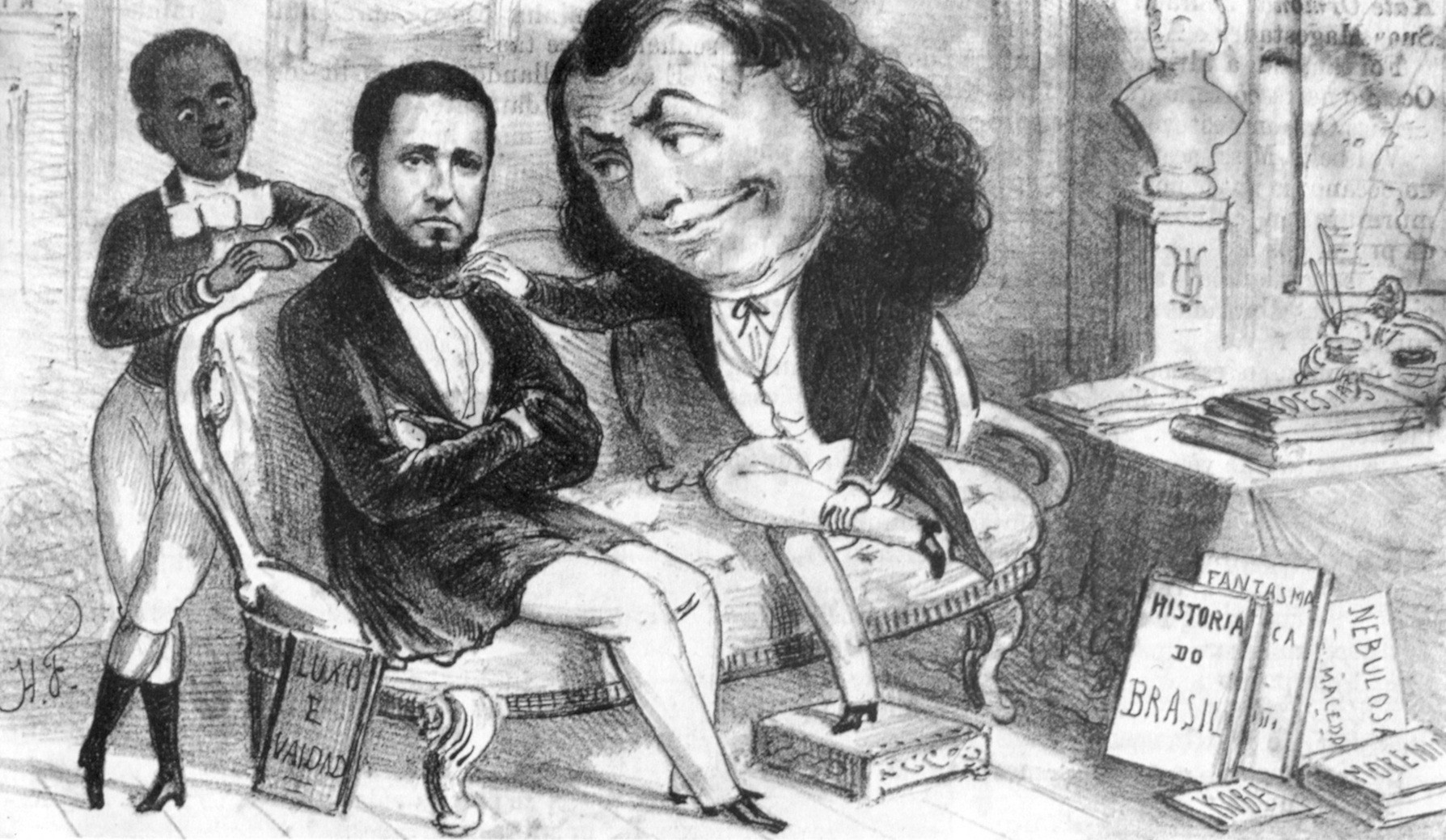
Caricatura de Joaquim Manuel de Macedo sendo consolado pelo mascote da revista Semana Illustrada.

Sua obra é extensa e fez grande sucesso na época. Havia, entre os críticos, o argumento de que ele abusou do sentimentalismo, muito ao gosto popular, daí seu enorme sucesso de público. Os críticos, entretanto, não negam que Macedo foi cronista aberto e analítico do Rio de Janeiro do final do Império.
Sua grande importância literária está no fato de ser considerado um dos fundadores do romance no Brasil e, certamente, um dos principais responsáveis pela criação do teatro no Brasil. A Moreninha certamente foi considerada a primeira obra da Literatura Brasileira a alcançar êxito de público e é um dos marcos do Romantismo no Brasil.
Lançado em 1844, A Moreninha é tido como o primeiro romance publicado no país, embora tenha sido precedido por O Filho do Pescador, de Teixeira e Sousa, que, entretanto, é tido como uma obra menor, desenvolvida a partir de um enredo pouco articulado e confuso.
Além de A Moreninha, Macedo escreveu ainda outros dezessete romances, dezesseis peças de teatro e um livro de contos. Entre essas obras destacam-se:

### Livros
- Considerações sobre a nostalgia, (Tese), 1844. Discurso que na augusta presença de S. M. Imperial, na ocasião de tomar o grau de em medicina recitou Joaquim Manuel de Macedo, 1844.
- A Moreninha, 1844.
- O Moço Louro, 1845.
- Os Dois Amores, 1848.
- O Cego, 1849.
- Rosa, 1849.
- Cobé, 1854.
- Vicentina, 1854.
- O Forasteiro, 1855.
- A carteira de Meu Tio, 1855.
- Memórias do Sobrinho do Meu Tio, 2 vols, 1867-1868.
- O Fantasma Branco, Ópera, 1856.
- A Nebulosa, 1857.
- O Primo da Califórnia, 1858.
- Amor e Pátria, 1859.
- O Sacrifício de Isaac, 1859.
- Luxo e Vaidade, 1860.
- Lições de História do Brasil, 1851.
- Seus escritos na Revista do IHGB e o seu Manual Didático Lições de História de Brazil para uso das Escolas de Instrução Primária (1861/63).
- Os Romances da Semana, 1861.
- Cântico, 1862.
- Um Passeio pela Cidade do Rio de Janeiro, 2 vols, 1862-1863.
- Labirinto, 1862.
- Lusbela, 1863.
- O Novo Otelo, 1863.
- Teatro, 1863.
- A Torre em Concurso, 1863.
- Questão Janrard, 1864.
- O Culto do Dever, 1865.
- Mazelas da Atualidade, 1867.
- A Luneta Mágica, 1869.
- Nina, 1869.
- O Rio do Quarto, 1869.
- As Vítimas-Algozes, 1869.
- As Mulheres de Mantilha, 1870.
- A Namoradeira, 1870.
- Remissão de Pecados, 1870.
- Um Noivo, Duas Noivas, 1871.
- Os Quatro Pontos Cardeais, 1872.
- Misteriosa, 1872.
- Cincinato Quebra-Louça, 1873.
- Noções de Corografia do Brasil, 1873.
- A Baronesa do Amor, 1876.
- Ano Biográfico Brasileiro, 3 vols. 1876-1880.
- Vingança por Vingança, 1877.
- Memórias da Rua do Ouvidor, 1878.
- Mulheres Célebres, 1878.
- Antonica da Silva, 1880.

## Academia Brasileira de Letras
Joaquim Manuel de Macedo é o patrono da cadeira 20 da Academia Brasileira de Letras, por escolha do fundador Salvador de Mendonça.